# 顯心星
顯心星（英語：Sky Field），是一匹曾在香港出賽的已退役賽駒，練馬師是方嘉柏。競賽生涯中一勝國際一級賽。

## 簡介
2020年1月22日，「顯心星」於香港首次出賽。
2020年7月12日，「顯心星」打開其在港的勝利之門。
2020年10月1日，「顯心星」取得了三連捷。
2021年4月25日，薛恩策騎「顯心星」出戰國際一級賽主席短途獎，僅負於「福逸」及「錶之智能」，取得第三名。
2021年6月20日，薛恩策騎「顯心星」勝出國際三級賽精英盃。賽後，騎師薛恩說：「即使牠今日贏的並非是一級賽，我相信牠仍會不斷進步，來季必可更上一層樓。」
2021年12月12日，薛恩策騎「顯心星」勝出國際一級賽香港短途錦標，使得薛恩首度在港勝出國際一級賽。然而，賽事中發生了嚴重的連環墮馬意外，轉彎時「君達星」失蹄倒地，令騎師希威森墮馬，繼而累及後方的「肥仔叻叻」、「錶之未來」和日本外隊馬「妙發靈機」相撞，令騎師田泰安、福永祐一和潘頓墮馬，至於後方的「野田重擊」也因勒避而失位。最為不幸的是，「君達星」以及「肥仔叻叻」因傷勢太重而遭人道毀滅。賽後，薛恩說道：「縱使我今天取得這場勝仗，我刻下心情卻有點複雜。明顯地，賽後我的第一個反應就是關注涉及意外之騎師及馬匹的情況如何。」至於對馬匹表現的評價，他說道：「今次勝出全都是方嘉柏的功勞，他上季和今季一直給我很多機會策騎這匹出色的賽駒。我們一直對牠充滿信心，但在大賽的舞台上，就不一定能事事順利。今日，牠交出了最佳水準，超越了頂尖的『速遞奇兵』及那匹日本佳駟（『拉丁城市』）並掄元。牠是一匹出色佳駟，希望牠能不斷進步。」
2022年1月23日，薛恩策騎「顯心星」出戰國際一級賽百週年紀念短途盃，僅負於「當家猴王」，取得第二名。
2022年4月24日，薛恩策騎「顯心星」出戰國際一級賽主席短途獎，僅負於「福逸」及「錶之智能」，取得第三名。
2023年3月25日，「顯心星」被獸醫發現右前腿不良於行，其後獸醫安排該駒右前蹄球節接受關節鏡手術，但最終未能康復，並於同年5月18日宣告退役，正式結束其競賽生涯。

## 同父馬
曾於香港服役出賽並曾勝出大賽的同父馬包括：
- 中華盛景：曾勝出G3 慶典盃（2024）、第一班盃賽其士盃（2023）
- 遨遊氣泡：曾勝出G1 董事盃（2024、2025）、G1 香港一哩錦標（2024）、G1 香港金盃（2025）、G2 馬會一哩錦標（2024）、四歲系列賽香港經典一哩賽（2023）、四歲系列賽香港打吡大賽（2023）
- 嫡愛心：曾勝出G3 洋紫荊短途錦標（2025）

## 在港勝出賽事全紀錄
| 比賽日期   | 賽事名稱           | 賽事班次 | 賽道 | 賽事路程 | 比賽馬場   | 名次 | 完成時間 | 騎師   |
| ---------- | ------------------ | -------- | ---- | -------- | ---------- | ---- | -------- | ------ |
| 12/07/2020 | 叻先生讓賽         | 第四班   | 草地 | 1200米   | 沙田馬場   | 1    | 1:08.76  | 莫雷拉 |
| 13/09/2020 | 紅磡讓賽           | 第三班   | 草地 | 1200米   | 沙田馬場   | 1    | 1:08.84  | 莫雷拉 |
| 01/10/2020 | 上海讓賽           | 第三班   | 草地 | 1200米   | 沙田馬場   | 1    | 1:08.93  | 莫雷拉 |
| 24/02/2021 | 藍塘讓賽           | 第一班   | 草地 | 1200米   | 跑馬地馬場 | 1    | 1:08.84  | 巴度   |
| 20/06/2021 | 精英盃（讓賽）     | G3       | 草地 | 1200米   | 沙田馬場   | 1    | 1:20.55  | 薛恩   |
| 12/12/2021 | 浪琴表香港短途錦標 | G1       | 草地 | 1200米   | 沙田馬場   | 1    | 1:08.66  | 薛恩   |

## 在港一級賽出賽全紀錄
| 比賽日期   | 賽事名稱           | 賽事班次 | 賽道 | 賽事路程 | 比賽馬場 | 名次 | 完成時間 | 騎師 |
| ---------- | ------------------ | -------- | ---- | -------- | -------- | ---- | -------- | ---- |
| 25/04/2021 | 主席短途獎         | G1       | 草地 | 1200米   | 沙田馬場 | 3    | 1:08.88  | 薛恩 |
| 12/12/2021 | 浪琴表香港短途錦標 | G1       | 草地 | 1200米   | 沙田馬場 | 1    | 1:08.66  | 薛恩 |
| 23/01/2022 | 百週年紀念短途盃   | G1       | 草地 | 1200米   | 沙田馬場 | 2    | 1.08.81  | 薛恩 |
| 20/02/2022 | 女皇銀禧紀念盃     | G1       | 草地 | 1400米   | 沙田馬場 | 4    | 1:23.95  | 薛恩 |
| 24/04/2022 | 主席短途獎         | G1       | 草地 | 1200米   | 沙田馬場 | 3    | 1:08.30  | 薛恩 |
| 11/12/2022 | 浪琴香港短途錦標   | G1       | 草地 | 1200米   | 沙田馬場 | 3    | 1:08.95  | 薛恩 |
| 05/02/2023 | 百週年紀念短途盃   | G1       | 草地 | 1200米   | 沙田馬場 | 5    | 1:08.59  | 布文 |

## 外部連結
- . 2021-06-20  [2021-06-20]. （原始内容存档于2021-11-26）.
- . 2021-12-12  [2021-12-12]. （原始内容存档于2022-05-31）.